# 360°-Feedback
Das 360°-Feedback (auch: 360-Grad-Feedback, -Befragung, -Beurteilung oder Multi-Rater-Feedback) ist eine Methode zur Einschätzung der Kompetenzen und Leistungen von Fach- und Führungskräften aus unterschiedlichen Perspektiven wie zum Beispiel aus dem Blickwinkel der Mitarbeiter, der Vorgesetzten, der Kollegen, Teammitglieder oder Kunden. Erkenntnisse über die Wirkung des 360-Grad-Feedbacks auf Verhaltensänderungen und die Leistungen der beurteilten Personen schwanken von negativ über neutral bis positiv. Entscheidend für den Erfolg sind die Art und Weise der Rückmeldung der Ergebnisse an die Feedbacknehmer sowie die Validität und Reliabilität des Fragebogens.

## Methode

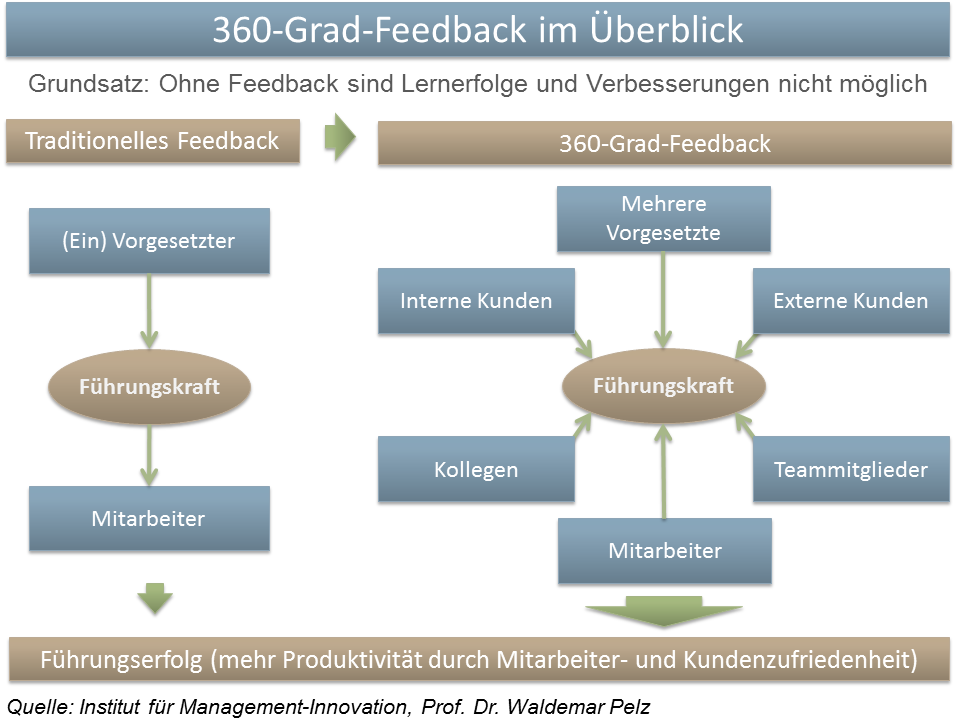
Das 360-Grad-Feedback auf einen Blick

Die Beurteilung der Fähigkeiten und Leistungen einzelner Fach- und Führungskräfte ist ein sensibles Problem, weil die finanzielle, persönliche und berufliche Zukunft davon abhängig sein kann. Bei zunehmender Arbeitsteilung wird es für eine einzelne Person aber immer schwieriger, eine einigermaßen objektive Einschätzung der Arbeitsergebnisse und des Verhaltens anderer vorzunehmen. Traditionelle Methoden greifen daher meistens zu kurz.
Die größere Objektivität der 360-Grad-Feeback-Methode kommt dadurch zustande, dass eine Person sich selbst bewertet (Selbstbild) und gleichzeitig aus verschiedenen Perspektiven beobachtet und eingeschätzt wird. Die Feedbackgeber steuern somit das Fremdbild bei. Zu dieser Personengruppe gehören unter anderem Vorgesetzte, Kollegen, Mitarbeiter, Kunden, Lieferanten. Durch den Vergleich von Selbst- und Fremdbild entsteht eine sehr realistische Einschätzung der Leistungen und Verhaltensweisen des Feedbacknehmers. Aus der Analyse der Stärken und Schwächen lassen sich sehr konkrete und praxisnahe Lern- und Verbesserungsmöglichkeiten ableiten.
Die Befragung erfolgt meistens anonym mit der Folge, dass die Antworten wesentlich ehrlicher ausfallen. Diese Aspekte (mehr Objektivität, Anonymität und Ehrlichkeit) haben dazu beigetragen, dass das 360-Grad-Feedback inzwischen weltweit zu einem der wichtigsten Instrumente der Führungskräfteentwicklung geworden ist. Das gilt insbesondere für die effektive Entwicklung von Führungskompetenzen.

## Geschichte
Der Ursprung des 360-Grad-Feedbacks liegt bei der Reichswehr und der Wehrmacht, wo es als Vorläufer des heutigen Assessment-Centers, dem so genannten Rundgespräch, zur Auswahl von Offiziersanwärtern bereits um 1930 eingesetzt wurde. Entwickelt wurde es im Wesentlichen von Johann Baptist Rieffert. Dabei stellte sich unter anderem heraus, dass die Meinung der Kameraden die Frontbewährung besser voraussagen konnte als verschiedene Testergebnisse (prädiktive Validität).
Das Verhalten beim Rundgespräch, dessen Leitung jeder Bewerber übernahm, war nur eine Quelle der Verhaltensbewertung. Hinzu kam die Einschätzung durch leitende Offiziere und Psychologen, Persönlichkeitstests und Outdoor-Trainings, bei denen die Offiziersanwärter zum Beispiel eine Brücke über einen Fluss mit Hilfe eines Seils bauen sollten. Dabei wurden unter anderem Geschicklichkeit, Körperbeherrschung, Ausdauer, Energie, Einsatzwillen, Einfallsreichtum und Gemeinschaftsverhalten beobachtet. Der Kandidat bekam also eine Einschätzung seiner Fähigkeiten, seines Charakters und seines Verhaltens aus verschiedenen Quellen. Das nennt man heute „Multi-Rater-Feedback“. Derartige Methoden waren den Verfahren der Offiziersauswahl bei anderen Streitkräften weit überlegen.
Thompson untersuchte im Jahr 1969 die Praxis der Leistungsbewertung in einigen Technologiefirmen und stellte dabei fest, dass die seinerzeit üblichen Praktiken oft als unfair, frustrierend oder sogar zynisch empfunden wurden. Außerdem haben sie selten ihren eigentlichen Zweck erfüllt, nämlich den Beitrag jedes Einzelnen zum Unternehmenserfolg realistisch einzuschätzen und die Motivation zu fördern.
Später wurde das 360-Grad-Feedback (engl. 360-degree feedback) vermehrt in den 1980er Jahren in vielen Firmen in den Vereinigten Staaten zur Leistungsbewertung eingesetzt.
Der Begriff 360-Grad-Feedback ist ein nicht geschützter Name für das oben beschriebene Verfahren.

## Entwicklung
Die Entwicklung der Technologie hat zu einem großen Fortschritt in der Nutzung des 360°-Feedbacks geführt. So können Daten mit Hilfe von Computern viel genauer und in größerem Umfang analysiert werden und die Kosten für den gesamten Feedback-Prozess sind gesunken. Darüber hinaus können dank Online-Technologien Bewertende über mögliche Fehler (z. B. unvollständige Antworten) oder ungültige Bewertungsmuster (z. B. Antworten mit nur einem Wert) sofort informiert werden, mit der Aufforderung, die Bewertungen zu ändern. Die Möglichkeiten zur Analyse und Präsentation der Ergebnisse haben sich zudem durch die Technologie stark verbessert.
Der Einsatzbereich des 360°-Feedbacks weitet sich aus. Es wird nicht nur in der Personalentwicklung, sondern auch für Personalbesetzungen, Nachfolgeplanungen, das Talentmanagement oder die Teamarbeit eingesetzt. Es liefert (objektive) Fakten als Grundlage für organisatorische und strategische Entscheidungen eingesetzt.

## Anwendung in der Praxis (Erfolgsfaktoren)

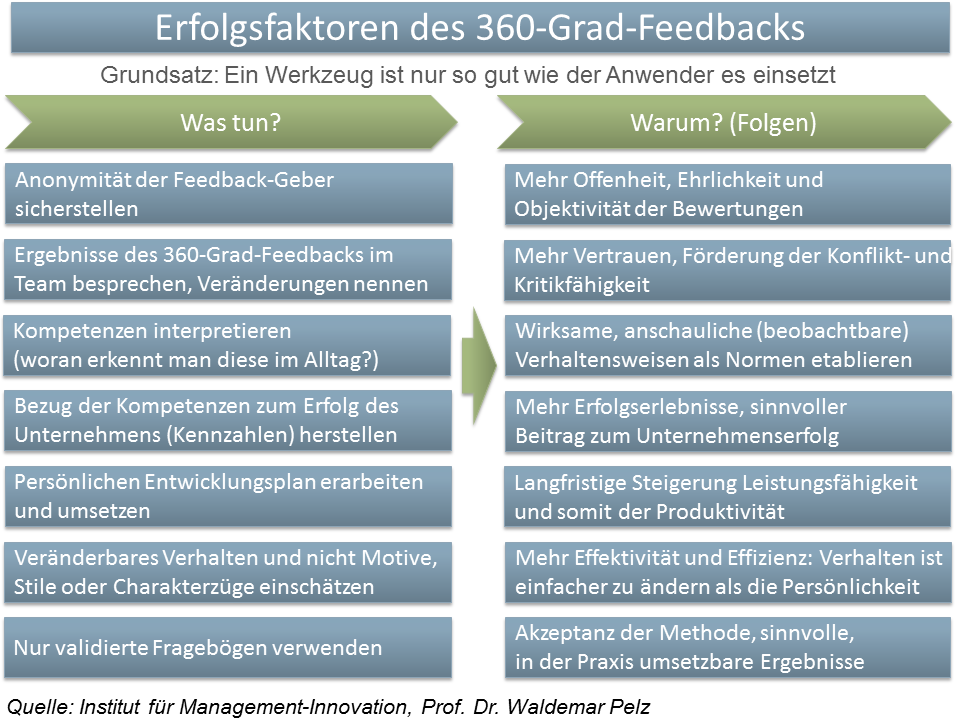
360-Grad-Feedback – worauf es ankommt (Erfolgsfaktoren)

Mit Edward Prewitt kann man die folgenden Erfolgsfaktoren für die praktische Durchführung eines 360-Grad-Feedbacks zusammenfassend beschreiben (siehe auch nebenstehende Grafik):
- Man sollte nicht mit der Leistungsbewertung, sondern mit der persönlichen Entwicklung beginnen – oder zumindest beides trennen, weil das Instrument bei vielen Betroffenen Ängste auslösen kann, wenn sie nicht gewohnt sind, damit umzugehen.
- Man sollte mit einer kleinen, überschaubaren Abteilung beginnen, die für ein solches Vorgehen geeignet erscheint (wenn zum Beispiel ein offenes Klima existiert, weil damit eine Kulturänderung verbunden ist). Denn nur eine hinreichende Vertrauensbasis zwischen den Beteiligten sorgt für verlässliche und aussagekräftige Daten.
- Es geht nicht um Vergangenheitsbewältigung, oder „Aburteilung“ von Mitarbeitern, sondern um die Verwirklichung klarer Ziele des Unternehmens, die für jeden nachvollziehbar sind.
- Die Einführung erfordert umfangreiches Training aller Betroffenen, insbesondere den Umgang mit den verwendeten Fragebögen.
- Die Berichte, die meist in Form statistischer Auswertungen automatisch erstellt werden, müssen unbedingt erläutert, in den persönlichen Entwicklungsplan integriert und mit dem Vorgesetzten abgestimmt werden.
- Man sollte ein 360-Grad-Feedback nicht in Krisenzeiten einführen, wenn zum Beispiel Entlassungen oder Umstrukturierungen anstehen.

Die Beachtung dieser Empfehlungen ist wichtig, damit die Vorteile und der Nutzen des 360-Grad-Feedbacks wirksam werden. Außerdem sollte man bestimmte Erfolgsvoraussetzungen beachten, sonst besteht die große Gefahr, dass die Nachteile überwiegen. Dies versucht Abbildung 2 zu veranschaulichen (Fazit).

## Anforderungen an den Fragebogen
Der Fragebogen ist Grundlage für das 360-Grad-Feedback. Für den Fragebogen gelten die gleichen Qualitätskriterien (Validität und Reliabilität) wie für jede andere Datenerhebung auch. Die wichtigsten Anforderungen kann man zu folgenden Vorschlägen zusammenfassen: Die mit dem Fragebogen erhobenen Kompetenzen sollten aus den Zielen des Unternehmens oder der Organisation abgeleitet sein. Das erhöht die Akzeptanz des 360-Grad-Feedbacks sowohl bei den Entscheidungsträgern (in der Regel Linienmanagern) als auch bei den Teilnehmern, weil damit verdeutlicht wird, wie jeder Einzelne einen Beitrag zum Unternehmenserfolg leisten kann.
Wichtig ist außerdem, dass im Fragebogen Kompetenzen mit konkreten Verhaltensbeschreibungen (und nicht etwa Führungsstile, Persönlichkeitsmerkmale oder Motive) erhoben werden. Beispielsweise hat eine Studie von Albert Bandura (Stanford University) gezeigt, dass praktisch kein Zusammenhang zwischen dem (mit Tests gemessenen) Leistungsmotiv und der tatsächlichen Leistung besteht; und ein ausgeprägtes Macht- oder Dominanzmotiv sagt nicht viel darüber aus, ob jemand mit Macht verantwortungsvoll umgehen kann.
Die Beurteilung von Führungsstilen in einem 360-Grad-Feedback ist aus folgendem Grund problematisch: Erfolg versprechende Führungsstile wie zum Beispiel die der populären Theorie des Situativen Führens, die man bei anderen Personen (in der Vergangenheit) beobachtet hat, lassen sich in aller Regel nicht auf andere Menschen übertragen. Wollte man sie erlernen (nachahmen), ist authentisches Verhalten kaum noch möglich.
Im Falle von Persönlichkeitsmerkmalen ist zu beachten, dass es sehr schwierig oder unmöglich ist, die Persönlichkeit eines Menschen zu verändern (im Vergleich zu einer Kompetenz oder Einstellung). Daher führen Beurteilungen der Persönlichkeit oft zu Widerständen und Frustration. Persönlichkeitsmerkmale sollten daher bei der Einstellung oder bei Entscheidungen über die Karriere berücksichtigt werden. Von besonderer Bedeutung ist dabei die Validität und Reliabilität des zugrunde liegenden Persönlichkeitstests.

## Aktuelle Diskussion
Eine der ersten Publikationen in der Fachliteratur zu diesem Thema stammt von Nowack aus dem Jahr 1993. Zu den Vorläufern des 360-Grad-Feedbacks kann man die Arbeiten von Levinson aus dem Jahr 1976 („Upward Appraisal“) oder von Clark Wilson aus dem Jahr 1980 (Multi-Level Management Survey) zählen. Seither erscheinen rund 290 Publikationen pro Jahr (Durchschnitt der vergangenen fünf Jahre) in der deutschen und englischsprachigen Wirtschaftspresse (LexisNexis-Datenbank).
Empirische Studien haben gezeigt, dass ein 360-Grad-Feedback nicht automatisch zum Erfolg der Führungskräfteentwicklung beiträgt (z. B. Verhaltensänderung oder Kompetenzverbesserung). Das kann mehrere Gründe haben. Zum einen kann es zu Akzeptanzproblemen kommen, vor allem wenn die Ergebnisse für die beurteilte Person negativ ausfallen. Zum anderen kann es der beurteilten Führungskraft an Einsicht, Willen und Bereitschaft fehlen, ihr Verhalten zu verändern. Und drittens ist es möglich, dass die beurteilte Führungskraft keine Vorteile in der Umsetzung der Ergebnisse der 360-Grad-Beurteilung sieht. Daher müssen einige Bedingungen erfüllt sein. Dazu gehören konkrete Entwicklungsmaßnahmen wie zum Beispiel Training, Coaching und die Verknüpfung der Ergebnisse mit persönlichen und geschäftlichen oder organisatorischen Zielen und Kennzahlen (Persönlichkeits- und Unternehmensentwicklung) zum Beispiel im Rahmen einer Leistungs- und Potentialeinschätzung.
Generelle Aussagen über eine Effizienz von 360-Grad-Feedbacks sind schwierig, weil inzwischen eine große Vielfalt an Varianten, Methoden und Einsatzzwecken existiert, so dass man von „dem“ 360-Grad-Feedback gar nicht sprechen kann. Und wie jedes andere Instrument kann es mehr oder weniger professionell eingesetzt werden. Der praktische Nutzen der Ergebnisse ergibt sich also nicht aus der reinen Anwendung des Instruments, sondern ist unter anderem Abhängig von der Qualität (Validität und Reliabilität) der Fragebögen, der verfolgten Ziele der eingesetzten Variante und von der Qualifikation der Personen, die es anwenden, auswerten und interpretieren.

## Implementierungsprozess
Bei der Implementierung eines 360°-Feedbacks werden verschiedene Phasen durchlaufen. In der Vorbereitungsphase wird festgelegt, wie das 360°-Programm mit den Gesamtzielen des Unternehmens verbunden ist, wer an dem Prozess beteiligt werden soll und welche Informationen an wen weitergegeben werden sollen. Anschließend wird der Kontext, in dem das Feedback-Programm eingeführt werden soll, festgelegt und Bewertende darin geschult, Vorurteile und allgemeine Eindrücke beiseite zu lassen. Zeitpläne werden eingeführt, Führungskräfte einbezogen und das Verständnis der Bewertenden wird sichergestellt.
Im Rahmen der Analyse ist es wichtig, die Konsistenz der Bewertungen zu prüfen und festzustellen, ob unterschiedliche Bewertungen etwa auf interindividuelle Unterschiede zwischen den Bewertenden oder kulturelle Normen zurückzuführen sind. Es wird bestimmt, wie die Daten analysiert werden und ob es Vergleiche zu früheren 360°-Feedbacks gibt. Zudem wird festgelegt, mit wem die Analyse geteilt wird.
In einer anschließenden Feedbackphase ist es notwendig, die Daten in einen größeren Gesamtkontext einzuordnen und die Struktur der Organisation im Auge zu behalten. Darüber hinaus muss sichergestellt werden, dass die Ergebnisse den Mitarbeitern mit der richtigen, kontextuellen Einbettung bereitgestellt werden. Dazu wird beispielsweise das Feedback mit Erfolgen oder Misserfolgen der Personen verknüpft.
Zum Schluss ist es essentiell, eine Nachbereitung sicherzustellen, indem Aktionspläne entwickelt werden und bestimmt wird, was auf der Grundlage des erhaltenen Feedbacks verbessert werden soll. Die Ziele sollten dabei nach SMART-Regeln aufgestellt werden. Dabei ist wichtig, dass Messgrößen für die Verbesserung festgelegt werden und Kontrollpunkte gesetzt werden, um den Fortschritt zu messen.

## Forschungsergebnisse
Mehrere Studien zeigen, dass der Einsatz des 360°-Feedbacks die Mitarbeiterleistung verbessert, da die Beurteilten ihre Leistung aus verschiedenen Perspektiven sehen können. Neben der Leistungsverbesserung zeigt sich in Studien zudem, dass das 360°-Feedback prädiktiv für zukünftige Leistungen sein kann sowie eine positive Auswirkung auf Motivation und Jobzufriedenheit der Mitarbeiter hat.
Einige Autoren sind allerdings der Meinung, dass es zu viele verwirrende Variablen im Zusammenhang mit 360°-Evaluationen gibt, und ihre Effektivität deshalb nicht zuverlässig zu verallgemeinern ist. Zu solchen konfundierenden Variablen zählen zum Beispiel die Anzahl der Rater in jeder einzelnen Kategorie, die Antwortskalen, die Auswahl der Bewertenden und deren Schulung oder die Integration mit HR-Systemen. Weitere Studien fanden keine Korrelation zwischen den Bewertungsergebnissen eines Mitarbeiters aus dem 360°-Feedback und den Ergebnissen seiner Top-Down-Leistungsbeurteilung (die von seinem Vorgesetzten bereitgestellt wurden). Das 360°-Feedback sei zwar ein effektives Beurteilungsinstrument, doch bestehe bei seiner Implementierung die Gefahr, dass Ergebnisse verfälscht werden.
Diese Forschung legt nahe, dass sowohl traditionelle Leistungsbeurteilungen als auch das 360°-Feedback bei der Bewertung der Gesamtleistung eingesetzt werden sollten.

## Belege
1. ↑  Synthese aus: R. Lepsinger, A. D. Lucia: The Art and Science of 360 Degree Feedback. San Francisco 2009; B. de Villiers: 7 Principles of highly effective managerial feedback: Theory and practice in managerial development interventions. In: The International Journal of Management Education. 11, 2013, S. 66–74; M. Alexandruam, M. Dianab: Management skills assessment using 360° feedback - MSF 360. In: Procedia - Social and Behavioral Sciences. 187, 2015, S. 318–323;  C. Bailey, M. Austin: 360 Degree Feedback and Developmental Outcomes: The Role of Feedback Characteristics, Self-Efficacy and Importance of Feedback Dimensions to Focal Managers' Current Role. In: International Journal of Selection and Assessment. 14/1, 2006, S. 51–66; W. Pelz: Das 360-Grad-Feedback zur Erkennung und Entwicklung von Potentialträgern. In: J. Sauer, A. Cisik (Hrsg.): In Deutschland führen die Falschen. Wie sich Unternehmen ändern müssen. Helios Media, Berlin 2014. (online)
2. ↑  Horst Steinmann, Georg Schreyögg: Management. 6. Auflage. Wiesbaden 2005, S. 817 ff.
3. ↑  P. H. Thompson, G. W. Dalton: Performance appraisal: Managers beware. In: Harvard Business Review. Januar-Februar 1970.
4. ↑  R. Lepsinger, D. Lucia: The art and science of 360 degree feedback. 2. Auflage. San Francisco 2009.
5. ↑  J. Fleenor, F. Prince: Using 360-degree-feedback in organizations. Center for Creative Leadership, Greensboro 1997, S. 51.
6. ↑  P. Hofstätter: Gruppendynamik. Hamburg 1971, S. 153.
7. ↑  Peter Hofstätter u. a.: Deutsche Wehrmachtpsychologie 1914–1945. München 1985, S. 236 ff. Siehe auch: Foreigen Military Studies. Historical Division, H. Q. Europe, US Army, Europe, Personnel Administration Part V, 1948.
8. ↑  Zielasko: Psychologische Auswahlmethoden in den Heeren fremder Länder. In: Soldatentum. 5. Jg., Berlin 1938 – zit. n. Hofstätter
9. ↑  M. Carson: Saying it like it isn't: The pros and cons of 360-degree feedback. In: Business Horizons. 2006, S. 49.
10. ↑  Bracken, D. W., Summers, L., & Fleenor, J. W.: High tech 360. In: Training and Development. Band 52, Nr. 8, 1998, S. 42–45.
11. ↑  Bracken, D. W., Rose, D. S., & Church, A. H. (2016). The evolution and devolution of 360 feedback. Industrial and Organizational Psychology, 9(4), 761–794.
12. ↑  Institut für Management-Innovation: Managementkompetenzen. Abgerufen am 13. Januar 2021.
13. ↑  Bracken, D. W., & Rose, D. S. (2011). When does 360-degree feedback create behavior change? And how would we know it when it does? Journal of Business and Psychology, 26(2), 183–192. doi:10.1007/s10869-011-9218-5
14. ↑  Church, A. H. (2014). What do we know about developing leadership potential? The role of OD in strategic talent management. OD Practitioner, 46(3), 52–61.
15. ↑  E. Prewitt: Should you use 360° feedback for performance reviews? In: Harvard Management Update. Februar 1999.
16. ↑  E. Collins: 360° Mentoring. In: Harvard Management Update. März 2008.
17. ↑  Waldemar Pelz: Das 360-Grad-Feedback: beliebt, wirksam und objektiv - was bei der Kompetenzbeurteilung von Nutzen ist und wo die Fallen lauern. In: HR Today Special. 4/2011.
18. ↑  A. Bandura: Social cognitive theory of self-regulation. In: Organizational behavior and human decision process. 50, 1991.
19. ↑  G. Thompson, R. P. Vecchio: Situational leadership theory: A test ot three versions. In: The Leadership Quarterly. 20, 2009, S. 845 f.
20. ↑  Institut für Management-Innovation: Das 360-Grad-Feedback. Abgerufen am 13. Januar 2021.
21. ↑  K. M. Nowack: 360-degree feedback: The whole story, Training and Development. Januar 1993.
22. ↑  H. Levinson: Appraisal of what performance? In: Harvard Business Review. Juli-August 1976.
23. ↑  C. L. Wilson: Assessing management and od needs. In: Training and Development Journal. April 1980.
24. ↑  zur ausführlichen Diskussion der empirischen Studien siehe Gary Yukl: Leadership in Organizations. 8. Auflage. Pearson 2013, S. 372 ff.
25. ↑  D. Tourish, P. Robson: Sensemaking and the distortion of critical upward communication in organizations. In: Journal of Management Studies. vol. 43, Issue 4, 2006.
26. ↑  M. A. Peiperl: Getting 360° feedback right. In: Harvard Business Review. Januar 2001.
27. ↑  Waldemar Pelz: Das 360-Grad-Feedback zur Erkennung und Entwicklung von Potenzialträgern. (PDF) In Deutschland führen die Falschen. Wie sich Unternehmen ändern müssen. Institut für Management-Innovation Prof. Dr. Waldemar Pelz, abgerufen am 7. Januar 2021.
28. ↑  Vukotich, G. (2010). The 360 process. Od Practitioner, 42(3), 24–29.
29. ↑  McCarthy, A. M., & Garavan, T. N. (2001). 360 feedback process: Performance, improvement and employee career development. Journal of European Industrial Training.
30. ↑  Hazucha, J. F., Hezlett, S. A., & Schneider, R. J. (1993). The impact of 360‐degree feedback on management skills development. Human Resource Management, 32(2‐3), 325–351.
31. ↑  London, M., & Wohlers, A. J. (1991). Agreement between subordinate and self‐ratings in upward feedback. Personnel Psychology, 44(2), 375–390.
32. ↑  Walker, A. G., & Smither, J. W. (1999). A five‐year study of upward feedback: What managers do with their results matters. Personnel psychology, 52(2), 393–423.
33. ↑  Maylett, T., & Riboldi, J. (2007). Using 360° Feedback to Predict Performance. T AND D, 61(9), 48.
34. ↑  Lithakong, K. E. (2014). Evaluating the effectiveness of a 360-degree performance appraisal and feedback in a selected steel organisation (Doctoral dissertation).
35. ↑  Bracken, D. W., Timmreck, C. W., Fleenor, J. W., & Summers, L. (2001). 360 feedback from another angle. Human Resource Management: Published in Cooperation with the School of Business Administration, The University of Michigan and in alliance with the Society of Human Resources Management, 40(1), 3–20.
36. ↑  Smither, J. W., London, M., & Reilly, R. R. (2005). Does performance improve following multisource feedback? A theoretical model, meta‐analysis, and review of empirical findings. Personnel psychology, 58(1), 33–66.
37. ↑  Greguras, G. J., & Robie, C. (1998). A new look at within-source interrater reliability of 360-degree feedback ratings. Journal of Applied Psychology, 83(6), 960.
38. ↑  Bracken & Paul, 1993; Kaiser & Kaplan, 2006; Caputo & Roch, 2009; English, Rose, & McClellan, 2009
39. ↑  Bracken, D. W., Timmreck, C. W., Fleenor, J. W., & Summers, L. (2001). 360 feedback from another angle. Human Resource Management: Published in Cooperation with the School of Business Administration, The University of Michigan and in alliance with the Society of Human Resources Management, 40(1), 3–20.
40. 1 2  Maylett, T. M. (2005). The relationship of multi-rater feedback to traditional performance appraisals. Pepperdine University.
41. ↑  Maylett, T. (2009). 360-degree feedback revisited: The transition from development to appraisal. Compensation & Benefits Review, 41(5), 52–59.